# ماكسيميليانو بيريرا (لاعب كرة قدم)
ماكسيميليانو بيريرا (بالإسبانية: Maximiliano Pereira)‏ هو لاعب كرة قدم أوروغواياني في مركز الدفاع، ولد في 25 أبريل 1993 في مونتفيدو في الأوروغواي، وتوفي في 26 ديسمبر 2020. لعب مع نادي سيرو.

## وصلات خارجية
- ماكسيميليانو بيريرا (لاعب كرة قدم) على موقع قاعدة بيانات كرة القدم.إي يو (الإنجليزية)
- ماكسيميليانو بيريرا (لاعب كرة قدم) على موقع Soccerway.com (الإنجليزية)